# 魔法少女ナユタ
『魔法少女ナユタ』（まほうしょうじょなゆた）は2007年2月23日にぴんくはてなより発売された18禁のパソコンゲーム（アダルトゲーム）ソフトである。

## 概要
ぴんくはてなによる2作目の陵辱ADV。

## あらすじ
ある世界では、人体に痣が浮かぶ“魔女の傷印（まじょのしょういん）”という現象が起きていた。
発症者数は少ないが、みな痣の形は同じで、その中にはまれに“幽（かくり）”という化け物になって人間を襲うものも出てきた。
そんな中、”傷印”を持ち周りに蔑まされながらも、”幽”にならず、逆に”幽”を狩る者が出てきた。

## 登場人物
ナユタ
声 - 計名さや香
主人公である、赤毛の少女。
葛城 イソラ（かつらぎ イソラ）
声 - 民安ともえ

大塚 伊織（おおつか いおり）
声 - 渡会ななせ

ソーニャ
声 - ヒマリ

## スタッフ
- 原画 - 呉マサヒロ
- シナリオ - ZEQU
- 音楽 - Sound Team UI-70

| スタブアイコン | サブスタブ | この項目は、まだ閲覧者の調べものの参照としては役立たない、アダルトゲームに関連した書きかけの項目です。この項目を加筆・訂正などしてくださる協力者を求めています（P:コンピュータゲーム/PJ:美少女ゲーム系/P:性/PJ:性）。 |